# Mitsuru Komaeda
Mitsuru Komaeda (n. 14 aprilie 1950) este un fost fotbalist japonez.

## Statistici
| Japonia | Japonia | Japonia |
| An      | Meciuri | Goluri  |
| ------- | ------- | ------- |
| 1976    | 1       | 2       |
| 1977    | 1       | 0       |
| Total   | 2       | 2       |